# نظرية الكابلات

شكل. 1: نظرة مبسطة لنظرية الكابلات للألياف العصبية

في علم الأعصاب، تستخدم نظرية الكابلات الكلاسيكية نماذج رياضية لحساب التيار الكهربائي (والجهد المصاحب) على طول الخلايا العصبية السلبية، وخاصة الخلايا الشجيرية التي تتلقى المدخلات المشبكية في مواقع وأوقات مختلفة. يتم إجراء التقديرات عن طريق نمذجة التشعبات والمحاور العصبية على شكل أسطوانات مكونة من أجزاء ذات سعات {\displaystyle c_{m}} والمقاومات {\displaystyle r_{m}} مجتمعة بالتوازي (انظر الشكل 1). تنشأ سعة الألياف العصبية بسبب تأثير القوى الكهروستاتيكية عبر الطبقة الدهنية الرقيقة جدًا (انظر الشكل 2). المقاومة المتسلسلة على طول الألياف {\displaystyle r_{l}}ناتجة عن المقاومة الكبيرة للمحور الخلويلحركة الشحنة الكهربائية .

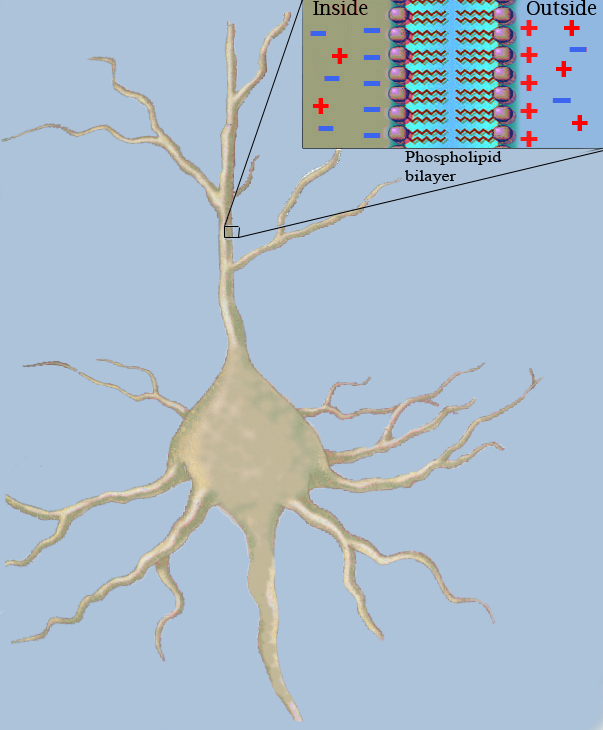
شكل. 2: سعة الألياف

## تاريخ
تعود جذور نظرية الكابلات في علم الأعصاب الحسابي إلى خمسينيات القرن التاسع عشر، عندما بدأ البروفيسور ويليام تومسون (المعروف لاحقًا باسم اللورد كلفن) في تطوير نماذج رياضية لتحلل الإشارة في الكابلات التلغرافية البحرية (تحت الماء). كانت النماذج تشبه المعادلات التفاضلية الجزئية التي استخدمها فورييه لوصف التوصيل الحراري في السلك.
وشهدت سبعينيات القرن التاسع عشر المحاولات الأولى التي قام بها هيرمان لنمذجة الإمكانات الكهربائية العصبية أيضًا من خلال التركيز على القياسات مع التوصيل الحراري. ومع ذلك، كان هورويغ هو أول من اكتشف أوجه التشابه مع كابلات كلفن تحت البحر في عام 1898، ثم قام هيرمان وكريمر بتطوير نظرية الكابلات للألياف العصبية بشكل مستقل في أوائل القرن العشرين. تم تطوير المزيد من النظريات الرياضية لتوصيل الألياف العصبية استنادًا إلى نظرية الكابلات بواسطة كول وهودجكين (عشرينيات وثلاثينيات القرن العشرين)، وأوفنر وآخرون (1940)، وراشتون (1951).
بدأت الأدلة التجريبية على أهمية نظرية الكابلات في نمذجة سلوك المحاور العصبية في الظهور في ثلاثينيات القرن العشرين من خلال العمل الذي قام به كول، وكيرتس، وهودجكين، والسير برنارد كاتز ، وراشتون، وتاساكي، وآخرون. ومن بين الأوراق البحثية الرئيسية التي صدرت في هذه الحقبة تلك التي قدمها ديفيس ولورينتي دي نو (1947) وهودجكين وراشتون (1946).
وشهدت الخمسينيات من القرن العشرين تحسينات في تقنيات قياس النشاط الكهربائي للخلايا العصبية الفردية. وهكذا أصبحت نظرية الكابلات مهمة لتحليل البيانات التي تم جمعها من تسجيلات الميكروإلكترود داخل الخلايا وتحليل الخصائص الكهربائية للتغصنات العصبية. والآن يعتمد علماء مثل كومبس، وإيكليس ، وفات، وفرانك، وفورتس، وغيرهم بشكل كبير على نظرية الكابلات للحصول على رؤى وظيفية للخلايا العصبية وتوجيهها في تصميم تجارب جديدة.
وفي وقت لاحق، سمحت نظرية الكابلات مع مشتقاتها الرياضية باستكشاف نماذج عصبية أكثر تعقيدًا من قبل عمال مثل جاك، ورال ، وريدمان، ورينزيل، وإيدان سيجيف، وتوكويل، وبيل، وإيانيلا. في الآونة الأخيرة، تم تطبيق نظرية الكابلات لنمذجة النشاط الكهربائي في الخلايا العصبية المجمعة في المادة البيضاء في الدماغ. 

## استنباط معادلة الكابل
لاحظ أن هناك اتفاقيات مختلفة لـ r m . هنا يتم قياس r m و c m ، كما تم تقديمهما أعلاه، لكل وحدة طول الغشاء (لكل متر (م)). وبالتالي يتم قياس r m بالأوم · متر (Ω·m) و c m بالفاراد لكل متر (F/m). وهذا على النقيض من R m (بالوحدة Ω·m 2 ) و C m (بالوحدة F/m 2 )، والتي تمثل المقاومة النوعية والسعة لوحدة مساحة واحدة من الغشاء (بالوحدة m 2 )، على التوالي. وبالتالي، إذا كان نصف قطر المحور العصبي، a ، معروفًا، فإن محيطه يساوي 2πa، ويمكن حساب قيم rm وcm على النحو التالي :

| {\displaystyle r_{m}={\frac {R_{m}}{2\pi a\ }}} | \| \| \| \| \| \| \| \| | (1 ) |
|                                                 |                         |      |
|                                                 |                         |      |

| {\displaystyle c_{m}=C_{m}2\pi a\ } | \| \| \| \| \| \| \| \| | (2 ) |
|                                     |                         |      |
|                                     |                         |      |
تبدو هذه العلاقات منطقية بشكل حدسي، لأنه كلما كان محيط المحور العصبي أكبر، كلما كانت المساحة المتاحة للشحنة للهروب من خلال غشائه أكبر، وبالتالي انخفضت مقاومة الغشاء (بقسمة R m على 2 πa )؛ وكلما زادت مساحة الغشاء المتاحة لتخزين الشحنة (بضرب C m في 2 πa ). تسمح المقاومة الكهربائية النوعية ، ρ l ، للبلازما المحورية بحساب المقاومة داخل الخلايا الطولية لكل وحدة طول، r l ، (بوحدة Ω·m −1 ) بالمعادلة:

| {\displaystyle r_{l}={\frac {\rho _{l}}{\pi a^{2}\ }}} | \| \| \| \| \| \| \| \| | (3 ) |
|                                                        |                         |      |
|                                                        |                         |      |
كلما زادت مساحة المقطع العرضي للمحور العصبي، πa 2 ، زاد عدد المسارات التي تتدفق بها الشحنة عبر محوره العصبي، وانخفضت مقاومة محوره العصبي.
شهدت العديد من الطرق المهمة لتوسيع نظرية الكابلات الكلاسيكية مؤخرًا إدخال هياكل داخلية من أجل تحليل تأثيرات استقطاب البروتين داخل التشعبات وتوزيعات المدخلات المشبكية المختلفة على السطح التشعبي للخلية العصبية.
لفهم كيفية استنباط معادلة الكابل بشكل أفضل، ضع في اعتبارك أولاً خلية عصبية مثالية ذات غشاء محكم الغلق تمامًا ( r m = ∞) بدون فقدان للتيار إلى الخارج، وبدون سعة ( c m = 0). تيار يتم حقنه في الألياف في الموضع x = 0 سوف تتحرك على طول الجزء الداخلي من الألياف دون تغيير. بالابتعاد عن نقطة الحقن وباستخدام قانون أوم ( V = IR ) يمكننا حساب تغير الجهد على النحو التالي:

| {\displaystyle \Delta V=-i_{l}r_{l}\Delta x\ } | \| \| \| \| \| \| \| \| | (4 ) |
|                                                |                         |      |
|                                                |                         |      |
حيث أن السالب هو لأن التيار يتدفق إلى أسفل التدرج المحتمل.
إذا تركنا Δ x يتجه نحو الصفر ولدينا زيادات صغيرة لا نهائية لـ x ، فيمكننا كتابة ( 4 ) على النحو التالي:

| {\displaystyle {\frac {\partial V}{\partial x}}=-i_{l}r_{l}\ } | \| \| \| \| \| \| \| \| | (5 ) |
|                                                                |                         |      |
|                                                                |                         |      |
أو

| {\displaystyle {\frac {1}{r_{l}}}{\frac {\partial V}{\partial x}}=-i_{l}\ } | \| \| \| \| \| \| \| \| | (6 ) |
|                                                                             |                         |      |
|                                                                             |                         |      |
إن إعادة r m إلى الصورة يشبه عمل ثقوب في خرطوم الحديقة. كلما زاد عدد الثقوب، كلما كانت سرعة خروج الماء من الخرطوم أسرع، وكلما كانت كمية الماء التي تنتقل من بداية الخرطوم إلى نهايته أقل. وبالمثل، في المحور العصبي، فإن بعض التيار المسافر طوليًا عبر الغشاء المحوري سوف يهرب عبر الغشاء.
إذا كان i m هو التيار المتسرب عبر الغشاء لكل وحدة طول، m، فإن التيار الكلي المتسرب على طول y وحدة يجب أن يكون y·i m . وبالتالي، يمكن كتابة تغير التيار في البلازم المحوري، Δ i l ، على مسافة Δ x ، من الموضع x = 0 على النحو التالي:

| {\displaystyle \Delta i_{l}=-i_{m}\Delta x\ } | \| \| \| \| \| \| \| \| | (7 ) |
|                                               |                         |      |
|                                               |                         |      |
أو باستخدام زيادات مستمرة صغيرة للغاية:

| {\displaystyle {\frac {\partial i_{l}}{\partial x}}=-i_{m}\ } | \| \| \| \| \| \| \| \| | (8 ) |
|                                                               |                         |      |
|                                                               |                         |      |
{\displaystyle i_{m}} يمكن التعبير عنها بصيغة أخرى، عن طريق تضمين السعة. ستؤدي السعة إلى تدفق الشحنة (التيار) نحو الغشاء على جانب السيتوبلازم. يشار إلى هذا التيار عادةً باسم تيار الإزاحة (يُشار إليه هنا بـ {\displaystyle i_{c}} ) لن يحدث التدفق إلا عندما لا يتم الوصول إلى سعة التخزين الخاصة بالغشاء. {\displaystyle i_{c}} ومن ثم يمكن التعبير عنها على النحو التالي:

| {\displaystyle i_{c}=c_{m}{\frac {\partial V}{\partial t}}\ } | \| \| \| \| \| \| \| \| | (9 ) |
|                                                               |                         |      |
|                                                               |                         |      |
أين {\displaystyle c_{m}} هي سعة الغشاء و {\displaystyle {\partial V}/{\partial t}} هو التغير في الجهد بمرور الوقت. التيار الذي يمر عبر الغشاء ( {\displaystyle i_{r}} ) يمكن التعبير عنها على النحو التالي:

| {\displaystyle i_{r}={\frac {V}{r_{m}}}} | \| \| \| \| \| \| \| \| | (10 ) |
|                                          |                         |       |
|                                          |                         |       |
و لأن {\displaystyle i_{m}=i_{r}+i_{c}} المعادلة التالية لـ {\displaystyle i_{m}} يمكن اشتقاقها إذا لم تتم إضافة أي تيار إضافي من القطب الكهربائي:

| {\displaystyle {\frac {\partial i_{l}}{\partial x}}=-i_{m}=-({\frac {V}{r_{m}}}+c_{m}{\frac {\partial V}{\partial t}})} | \| \| \| \| \| \| \| \| | (11 ) |
| |                         |       |
| |                         |       |
بحيث أن {\displaystyle {\partial i_{l}}/{\partial x}} يمثل التغير لكل وحدة طول من التيار الطولي.
يؤدي الجمع بين المعادلتين ( 6 ) و( 11 ) إلى الحصول على النسخة الأولى من معادلة الكابل:

| {\displaystyle {\frac {1}{r_{l}}}{\frac {\partial ^{2}V}{\partial x^{2}}}=c_{m}{\frac {\partial V}{\partial t}}+{\frac {V}{r_{m}}}} | \| \| \| \| \| \| \| \| | (12 ) |
| |                         |       |
| |                         |       |
وهي معادلة تفاضلية جزئية من الدرجة الثانية، (PDE).
من خلال إعادة ترتيب بسيطة للمعادلة ( 12 ) (انظر لاحقًا) من الممكن أن يظهر مصطلحان مهمان، وهما ثابت الطول (يشار إليه أحيانًا باسم ثابت المساحة) الذي يرمز إليه {\displaystyle \lambda } والثابت الزمني المشار إليه {\displaystyle \tau } . وتركز الأقسام التالية على هذه المصطلحات.

## ثابت الطول
ثابت الطول، {\displaystyle \lambda } (lambda) هي معلمة تشير إلى مدى تأثير التيار الثابت على الجهد على طول الكابل. كلما كانت القيمة أكبر {\displaystyle \lambda } كلما زاد تدفق الشحنة، زادت المسافة. يمكن التعبير عن ثابت الطول على النحو التالي:

| {\displaystyle \lambda ={\sqrt {\frac {r_{m}}{r_{l}}}}} | \| \| \| \| \| \| \| \| | (13 ) |
|                                                         |                         |       |
|                                                         |                         |       |
كلما زادت مقاومة الغشاء، r m ، زادت قيمة {\displaystyle \lambda } ، وسيبقى المزيد من التيار داخل المحور العصبي لينتقل طوليًا عبر المحور العصبي. كلما زادت المقاومة المحورية، {\displaystyle r_{l}} كلما كانت قيمة أصغر {\displaystyle \lambda } كلما زادت صعوبة انتقال التيار عبر الغشاء المحوري، كلما كانت المسافة التي يستطيع التيار قطعها أقصر. من الممكن حل المعادلة ( 12 ) والوصول إلى المعادلة التالية (وهي صالحة في ظروف الحالة المستقرة، أي عندما يقترب الزمن من اللانهاية):

| {\displaystyle V_{x}=V_{0}e^{-{\frac {x}{\lambda }}}} | \| \| \| \| \| \| \| \| | (14 ) |
|                                                       |                         |       |
|                                                       |                         |       |
أين {\displaystyle V_{0}} هو الاستقطاب في {\displaystyle x=0} (نقطة حقن التيار)، e هو الثابت الأسي (القيمة التقريبية 2.71828) و {\displaystyle V_{x}} هو الجهد عند مسافة معينة x من x = 0. متى {\displaystyle x=\lambda } ثم

| {\displaystyle {\frac {x}{\lambda }}=1} | \| \| \| \| \| \| \| \| | (15 ) |
|                                         |                         |       |
|                                         |                         |       |
و

| {\displaystyle V_{x}=V_{0}e^{-1}} | \| \| \| \| \| \| \| \| | (16 ) |
|                                   |                         |       |
|                                   |                         |       |
وهذا يعني أنه عندما نقيس {\displaystyle V} على مسافة {\displaystyle \lambda } من {\displaystyle x=0} نحن نحصل

| {\displaystyle V_{\lambda }={\frac {V_{0}}{e}}=0.368V_{0}} | \| \| \| \| \| \| \| \| | (17 ) |
|                                                            |                         |       |
|                                                            |                         |       |
هكذا {\displaystyle V_{\lambda }} تكون دائمًا 36.8 بالمائة من {\displaystyle V_{0}} .

## ثابت الزمن
غالبًا ما يهتم علماء الأعصاب بمعرفة مدى سرعة إمكانات الغشاء، {\displaystyle V_{m}} ، يتغير المحور العصبي استجابة للتغيرات في التيار المحقون في الغشاء المحوري. ثابت الزمن، {\displaystyle \tau } ، هو مؤشر يوفر معلومات حول هذه القيمة. {\displaystyle \tau } يمكن حسابها على النحو التالي:

| {\displaystyle \tau =r_{m}c_{m}.\ } | \| \| \| \| \| \| \| \| | (18 ) |
|                                     |                         |       |
|                                     |                         |       |
كلما كانت سعة الغشاء أكبر، {\displaystyle c_{m}} كلما زاد التيار اللازم لشحن وتفريغ رقعة من الغشاء، كلما استغرقت هذه العملية وقتًا أطول. كلما زادت مقاومة الغشاء {\displaystyle r_{m}} كلما كان من الصعب على التيار أن يحفز تغييرًا في جهد الغشاء. لذا كلما ارتفع {\displaystyle \tau } كلما كان انتقال النبض العصبي أبطأ، كلما كان ذلك أفضل. وهذا يعني أن إمكانات الغشاء (الجهد عبر الغشاء) تتأخر أكثر عن حقن التيار. تتراوح أوقات الاستجابة من 1 إلى 2 مللي ثانية في الخلايا العصبية التي تعالج المعلومات التي تحتاج إلى دقة زمنية عالية إلى 100 مللي ثانية أو أكثر. متوسط وقت الاستجابة هو حوالي 20 مللي ثانية.

## الشكل العام والبنية الرياضية
إذا ضربنا المعادلة ( 12 ) بـ {\displaystyle r_{m}} على جانبي علامة المساواة نحصل على:

| {\displaystyle {\frac {r_{m}}{r_{l}}}{\frac {\partial ^{2}V}{\partial x^{2}}}=c_{m}r_{m}{\frac {\partial V}{\partial t}}+V} | \| \| \| \| \| \| \| \| | (19 ) |
| |                         |       |
| |                         |       |
والتعرف {\displaystyle \lambda ^{2}={r_{m}}/{r_{l}}} على الجانب الأيسر و {\displaystyle \tau =c_{m}r_{m}} على الجانب الأيمن. من الممكن الآن كتابة معادلة الكابل في شكلها الأكثر شهرة:

| {\displaystyle \lambda ^{2}{\frac {\partial ^{2}V}{\partial x^{2}}}=\tau {\frac {\partial V}{\partial t}}+V} | \| \| \| \| \| \| \| \| | (20 ) |
| |                         |       |
| |                         |       |
هذه معادلة حرارية أحادية البعد أو معادلة انتشار تم تطوير العديد من طرق الحل لها، مثل وظائف جرين وطرق فورييه.
وهي أيضًا حالة متدهورة خاصة لمعادلة التلغراف ، حيث المحاثة {\displaystyle L} يختفي وسرعة انتشار الإشارة {\displaystyle 1/{\sqrt {LC}}} لانهائي.

## ملحوظات
1. "سلبية" هنا تشير إلى أن مقاومة الغشاء لا تعتمد على الجهد الكهربائي. ومع ذلك، أظهرت تجارب حديثة (ستيوارت وساكمان 1994) على أغشية التغصينات أن العديد منها يحتوي على قنوات أيونية بوابات الجهد، مما يجعل مقاومة الغشاء تعتمد على الجهد. ونتيجة لذلك، ظهرت الحاجة إلى تحديث نظرية الكابل الكلاسيكية لتأخذ في الاعتبار أن معظم الأغشية التغصنية ليست سلبية.
2. تفترض نظرية الكابل الكلاسيكية أن نصف قطر الليف ثابت على طول المسافة التي يتم نمذجتها.
3. تفترض نظرية الكابل الكلاسيكية أن المدخلات (التي تكون عادةً حقن تيار بواسطة أجهزة دقيقة) هي تيارات يمكن جمعها خطيًا. لكن هذا الخطي لا ينطبق على التغيرات في موصلية الغشاء المشبكي.